# Бик (рід)
Бик (Bos) — рід парнокопитних ссавців родини бикових (Bovidae).

## Назва
Термін «бик» також може означати:
1. Назва великих представників родини бикові (Bovidae) — биків, яків, буйволів, зубрів, яких раніше об'єднували в один рід Bos.
2. У вузькому розумінні представлений лише численними породами бика свійського, які разом з іншими великими представниками одомашнених бичачих в с.-г. практиці відомі під назвою великої рогатої худоби. Рештки диких биків відомі, починаючи з пліоцену, в Малій Азії, Пд. Європі, зокрема на Пд. України. Дикий предок свійського бика тур зустрічався ще в 17 ст.
3. Народна назва самця свійського бика (бугая), зубра, а також оленя і лося.

### Етимологія
Слово «бик» походить від праслов'янського bykъ, похідного від звуконаслідувального кореня būk-/bъk-, який зберігається також у дієслові «бичати» — глухо ревти, гудіти. Спільнокореневим зі словом «бик» є також іменник «бджола» (пр.-сл. *bъčela).

## Види
У складі роду — 5 видів (за Види ссавців світу, 2005):
- Bos frontalis (вкл. підвиди frontalis, laosiensis, gaurus, sinhaleyus)
- Bos grunniens (вкл. підвиди grunniens, mutus)
- Bos javanicus (вкл. підвиди javanicus, lowi)
- Bos sauveli
- Bos taurus (вкл. підвиди taurus, indicus, primigenius)

Хоча існують інші поділи на види, де розглядаються 9 окремих видів, з яких 4 є вимерлими: Bos acutifrons, Bos aegyptiacus, Bos planifrons, Bos primigenius.
Типові представники:
- бик гаур (Bos frontalis) — дика форма, що живе в гірських лісах Індії, Бірми і п-ва Малакка;
- гаял  — свійська форма гаура, поширена в Індії і Бірмі;
- бик бантенг (Bos javanicus) — дика форма, що живе в лісах Індокитаю, півострова Малакка, ряду островів Малайського архіпелагу, і свійська форма (див. Балійська худоба);
- камбоджійський бібос (Bos sauvali) — дика форма биків, поширена в лісах Камбоджі;
- бик первісний, або тур (Bos primigenius Bojanus, 1827) — один з найвідоміших видів биків в історії України і Європи загалом, родоначальник бика свійського (Bos taurus);
- бик свійський (Bos taurus), одна з найпоширеніших у сільському господарстві тварин, нащадок бика первісного (Bos primigenius).